# Корвин-Круковский, Алексей Владимирович
Алексе́й Влади́мирович Ко́рвин-Круко́вский (23 сентября 1872 — 6 сентября 1943, Белград) — русский генерал, герой Первой мировой войны, участник Белого движения.

## Биография
Православный. Из дворян Нижегородской губернии.
Учился в Нижегородском Александровском дворянском институте (1881—1889) и из 5-го класса поступил в Казанское пехотное юнкерское училище, которое окончил (1894) по 1-му разряду: выпущен подпоручиком в 26-й пехотной Могилевский полк.
Чины: поручик (1898), штабс-капитан (1902), капитан (1906), полковник (1915), генерал-майор (1918).
Участвовал в русско-японской войне.
В Первую мировую войну служил в 6-м Финляндском стрелковом полку, был награждён орденом Святого Георгия 4-й степени (1915). С 1916 — командир полка.
12 сентября 1915 года возглавил 3-ю Саратовскую школу прапорщиков и руководил ею до сентября 1917 года. В декабре 1917 вступил в Добровольческую армию. В феврале—сентябре 1918 служил комендантом штаба Добровольческой армии. Участвовал в Первом Кубанском походе, был начальником обоза армии. С сентября 1918 занимал должность коменданта главной квартиры Главнокомандующего, с ноября — в резерве чинов при штабе Главнокомандующего. Служил начальником гарнизона Симферополя и начальником Крымской пехотной дивизии в составе Крымско-Азовской армии. С мая 1919 — вновь в резерве чинов при штабе ВСЮР. С декабря 1919 по февраль 1920 был комендантом Новороссийска. Затем состоял в резерве чинов (по другим данным начальник 4-й пехотной дивизии) Русской армии барона Врангеля.
Упоминается в советских источниках в контексте борьбы с Крымской повстанческой армией  А. В. Мокроусова как начальник контрразведки Врангеля на сентябрь 1920 года.
Эмигрировал в Югославию. Стал одним из основателей Союза Инвалидов, Союза русских и Объединения Казанского военного училища, был начальником военной коллегии Лиги русских офицеров и солдат запаса. Участвовал в работе 4-го отдела РОВСа.
Скончался в 1943 году в Белграде. Похоронен на Новом кладбище.

## Награды
- Орден Святого Станислава 3-й ст. (1905);
- Орден Святой Анны 3-й ст. (1910);
- Орден Святой Анны 2-й ст. с мечами (1914);
- Орден Святого Георгия 4-й ст. (ВП 09.09.1915).

## Сочинения
- За Русь святую! — Белград, 1937.